# Ilarion (mitropolit)
Ilarion, mitropolit pečujski (1640-1641). U njegovom beratu iz 1640. godine spominje se Mitropolija oblasti Sigetvara s Pečujem, a on sam je postavljen na taj položaj "na osnovu pisma pećkog patrijarha". 
Jurisdikcija Srpske pravoslavne crkve nad pravoslavnima u povijesnoj Ugarskoj, pa i u Baranji, uzakonjena je od Svetog Save, početkom XIII. stoljeća. Crkvena organizacija u Baranji za vrijeme turske vlasti obnovljena je s obnovom Pećke patrijaršije 1557. Međutim, za period od sredine XVII. vijeka nema preciznijih podataka o najznačajnijim baranjskim srpskim arhijerejima. Mitropolit Ilarion svakako spada u znamenite Srbe iz Baranje jer su crkveni dostojanstvenici poslije propasti srpske države padom despotovine 1459. imali ulogu predvodnika ne samo crkve, već i naroda kao cjeline. U sastav crkvene jurisdikcije mitropolita Ilariona ulazili su gradovi "kadiluka Mohač, Seksar /Seksard/ i Pečuj" pošto je "rujna 1641. obnovio svoj berat".